# Elga (geslacht)
Elga is een geslacht van libellen (Odonata) uit de familie van de korenbouten (Libellulidae).

## Soorten
Elga omvat 2 soorten:
- Elga leptostyla Ris, 1911
- Elga newtonsantosi Machado, 1992